# Nara-folket
Nara-folket er en nilotisk etnisk gruppe, der bor i den østlige del af Eritrea i Gash-Barka-regionen. Naranavnet betyder "himlen" og de snakker et sprog som de kalder nara-bana, hvilket betyder "nara-tale." De karakteriserer sig selv som baryaer.
De er stort set muslimer, undtaget et mindretal som fortsat er kristne og en del som også praktiserer traditionelle afrikanske trosforestillinger. De udgør mindre end 1 procent af befolkningen i Eritrea, og er selv inddelt i fire understammer; Higir, Mogareb, Koyta, og Santora. De er jordbrugsfolk og er i dag bosat hovedsagelig langs grænsen mod Sudan.